# Parafia Wniebowzięcia Najświętszej Maryi Panny, św. Anny i św. Wojciecha w Parzęczewie
Parafia Wniebowzięcia Najświętszej Maryi Panny, Świętej Anny i Świętego Wojciecha w Parzęczewie – parafia rzymskokatolicka znajdująca się w archidiecezji łódzkiej w dekanacie ozorkowskim. Mieści się przy placu Tadeusza Kościuszki.
Do parafii należy kościół filialny pw. św. Rocha w Parzęczewie, znajdujący się na terenie parafialnego cmentarza.

## Proboszczowie
- ks. Jerzy Serwik (1998–2004)[1]
- ks. Grzegorz Kowalski (2024– )[1]